# Битва при Копиднадоне
Битва при Копиднадоне (ср.-греч. Μάχη στο Κοπίδναδον; араб. معركة كوبيداندون‎) состоялась в сентябре 788 года в византийской Малой Азии между войсками Аббасидского халифата и армией Византии. Арабские войска вторглись на территорию империи, где столкнулись с отрядами малоазиатских фем империи — Анатолика и Опсикия. В битве греки потерпели поражение со значительными потерями, в частности был убит турмарх (командующий турмы) Диоген, один из военачальников Анатолика, который мог стать прототипом главного героя эпической поэмы «Дигенис Акрит».

## Предыстория
Летом 782 года императрица-регент Ирина потерпела поражение от арабов в результате масштабного вторжения и была вынуждена подписать договор, условия которого для империи были унизительны: она выплачивала 90 тысяч динаров в начале апреля и 70 тысяч динаров в июне каждого года. Взамен арабы согласились прекратить свои «регулярные» набеги на византийскую территорию. Ирина воспользовалась перемирием для того, чтобы укрепить своё положение, устроив чистки в иконоборческих войсках своего предшественника и свёкра Константина V и начав боевые действия на Балканах. Этот хрупкий мир продлился 3 года. В 785 году императрица отказалась от выполнения условий мира. По предположению современного греческого историка Кристоса Макрипулоса со ссылкой на византиниста Уоррена Тредголда, она считала его более не нужным и желала избавиться от столь унизительного мира перед «окончательной расправой над иконоборцами». Набеги возобновились. Уже в 786 году арабы нарушили границу в Армении, а после византийцы взяли и разрушили крепость Эль-Хадат, которая была базой для аббасидских атак через границу.
Тем временем скончался халиф аль-Хади и к власти пришёл его младший брат Харун, номинально командовавший вторжением в 782 году. В начале своего правления он почти не интересовался набегами, однако летом 788 года у границ появились мощные отряды. Близ поселения Копиднадоне у Каппадокийских ворот их сумели перехватить подразделения из малоазиатских фем Анатолик и Опсикий.

## Битва
Название места сражения не упоминается в других источниках. По словам Макрипулоса, им может быть современный Падианд близ Каппадокийских ворот. Впервые это предположение сделал французский византинист Анри Грегуар. По словам Маркипулоса, именно это делает реакцию столь «незамедлительной». Силы противостоящих арабам фем были самыми крупными во всей Малой Азии, что по мнению немецкого византиниста Ральфа-Йоханнеса Лили указывает на масштаб вторжения, хотя оно и не упоминается в арабских источниках. На такой вывод учёного натолкнуло описание у византийского хрониста Феофана Исповедника. Окончилось сражение победой арабской армии. Византийцы же понесли большие потери, среди которых были в том числе и добровольцы-иконоборцы, уволенные Ириной во время давления на них, но присоединившиеся к войску для противостояния врагу. Наиболее важной своей потерей византийские источники называют храброго полководца фемы Анатолик, турмарха Диогена.

## Последствия
Непосредственные последствия битвы при Копиднадоне и поражения византийцев от арабов не были значительными. Исходя из имеющихся источников Маркипулос предполагает большие, но всё же не критические людские потери империи. В них также нет информации о каком-либо большом разграблении региона арабами, что, по предположению Маркипулоса, могло быть связано со столь быстрой реакцией греков. Это был стандартный ежегодный набег. Но необычным и потому важным последствием стала смерть «храбреца Диогена», что привело к подавлению морального духа солдат и их ослаблению. Ряд исследователей, например Ханс Георг Бек, связывают именно с ним рождение легенды об архетипном персонаже, великом полководце Дигенисе Акрите из греческой эпической поэмы.